# Lodgepole Creek (Cheyenne River)
Der Lodgepole Creek ist ein etwa 120 km langer, linker Nebenfluss des Cheyenne River im Osten des US-Bundesstaates Wyoming.

## Verlauf
Der Lodgepole Creek entspringt im westlichen Weston County, etwa 40 km nordöstlich von Wright auf einer Höhe von rund 1510 m. Von dort fließt er in südöstliche Richtung durch die Great Plains, unterquert den Wyoming Highway 116 und erhält mit dem Hay Creek von links seinen längsten Nebenfluss. Im weiteren Verlauf unterquert der Lodgepole Creek den Wyoming Highway 450, fließt durch Teile des Thunder Basin National Grassland und erhält von rechts den Wildcat Creek, bevor er im südlichsten Weston County auf einer Höhe von 1187 m in den Cheyenne River mündet.

## Hydrologie
Der Lodgepole Creek ist als Nebenfluss des Cheyenne Rivers Teil des Einzugsgebietes des Missouri, der sich über den Mississippi in den Golf von Mexiko entwässert. Das Einzugsgebiet des Lodgepole Creek umfasst ein Areal von etwa 970 km² und grenzt an die Einzugsgebiete von Black Thunder Creek im Südwesten, Beaver Creek im Nordosten und Belle Fourche River im Norden. Der Abfluss am Pegel in Hampshire beträgt 0,03 m³/s, die größten Abflüsse finden sich in den Monaten Mai und Juni. Der Lodgepole Creek weist aufgrund seiner Lage in den semiariden Great Plains eine periodische Wasserführung auf.

## Belege
1. 1 2 3 4 5 6  Lodgepole Creek. In: Geographic Names Information System. United States Geological Survey, United States Department of the Interior (englisch).
2. ↑  USGS 06378300 LODGEPOLE C NR HAMPSHIRE WY. Abgerufen am 16. September 2024.